# FEB Eredivisie 1977-1978
La FEB Eredivisie 1977-1978 è stata la 33ª edizione del massimo campionato olandese di pallacanestro maschile. La vittoria finale è stata ad appannaggio del Leida.

## Risultati

### Stagione regolare
|     | Squadra             | G  | V  | P  | PF   | PS   | Pt. | Qualificazione |
| --- | ------------------- | -- | -- | -- | ---- | ---- | --- | -------------- |
| 1.  | EBBC Den Bosch      | 36 | 30 | 6  | 3589 | 3117 | 60  | playoff        |
| 2.  | Donar Groningen     | 36 | 28 | 8  | 3273 | 2899 | 56  | playoff        |
| 3.  | Leida               | 36 | 26 | 10 | 3427 | 3158 | 52  | playoff        |
| 4.  | Punch Delft         | 36 | 20 | 16 | 3407 | 3263 | 40  | playoff        |
| 5.  | BOB Oud-Beijerland  | 36 | 20 | 16 | 3382 | 3372 | 40  |                |
| 6.  | Arke Stars Enschede | 36 | 15 | 21 | 3200 | 3280 | 30  |                |
| 7.  | Flamingo's Haarlem  | 36 | 15 | 21 | 3171 | 3150 | 30  |                |
| 8.  | Canadians Amsterdam | 36 | 14 | 22 | 3059 | 3103 | 28  |                |
| 9.  | Rotterdam-Zuid      | 36 | 11 | 25 | 3082 | 3259 | 22  | retrocesse     |
| 10. | Amstelveen          | 36 | 1  | 35 | 2717 | 3706 | 0   | retrocesse     |

### Playoff
|  | Semifinali | Semifinali      | Semifinali |       |    | Finale      | Finale | Finale |  |
|  |            |                 |            |       |    |             |        |        |  |
|  | 1.         | EBBC Den Bosch  | 1          |       |    |             |        |        |  |
|  | 1.         | EBBC Den Bosch  | 1          |       |    |             |        |        |  |
|  | 4.         | Punch Delft     | 2          |       |    |             |        |        |  |
|  | 4.         | Punch Delft     | 2          |       | 4. | Punch Delft | 1      |        |  |
|  |            |                 |            |       | 4. | Punch Delft | 1      |        |  |
|  |            |                 | 3.         | Leida | 2  |             |        |        |  |
|  | 2.         | Donar Groningen | 3.         | Leida | 2  | 0           |        |        |  |
|  | 2.         | Donar Groningen |            |       |    |             |        |        |  |
|  | 3.         | Leida           | 2          |       |    |             |        |        |  |

| Eredivisie 1977-1978 |
| -------------------- |
| Leida 1º titolo      |

## Formazione vincitrice
| N° | Naz.                   | Ruolo | Sportivo       |  | Alt. |  |
| -- | ---------------------- | ----- | -------------- |  | ---- |  |
|    | Stati Uniti (bandiera) | G     | Art Collins    |  | 193  |  |
|    | Stati Uniti (bandiera) | C     | Vic Bartolome  |  | 213  |  |
|    | Paesi Bassi (bandiera) |       | Mitchell Plaat |  | 189  |  |
|    | Paesi Bassi (bandiera) |       | Sid Bruinsma   |  | 203  |  |

## Premi e riconoscimenti
- MVP dell'anno:  Art Collins, Leida
- Rookie dell'anno:  Eric van Solm, Rotterdam-Zuid
- Allenatore dell'anno:  Jim Parks, Donar Groningen
- Quintetto ideale:
  -  Art Collins, Leida
  -  Bill Mallory, BOB Oud-Beijerland
  -  Kees Akerboom, EBBC Den Bosch
  -  Gary Freeman, Flamingo's Haarlem
  -  Don Washington, Rotterdam-Zuid
- Quintetto difensivo:
  -  Renso Zwiers, Donar Groningen
  -  Jimmy Woudstra, Punch Delft
  -  Charles Kirkland, EBBC Den Bosch
  -  Bill Mallory, BOB Oud-Beijerland
  -  Pete Miller, Donar Groningen